# Sept-Frères

Sept-Frères este o comună în departamentul Calvados, Franța. În 1 ianuarie 2018 avea o populație de 371 de locuitori.